# Mette Magrete Tvistman
Mette Magrete Tvistman, född 1741 i Frørup, död 1827 i Snejbjerg, dansk konsthantverkare (urmakare).
Mette Magrete Tvistman var dotter till smeden och urmakaren Christen Jensen (1703–1781) och Maren Nielsdatter (1700–1791). Hon gifte sig 1760 med urmakaren Johan Ahlert Tvistman (1721–1769) och fick två barn. 1771 gifte hon sig med lantbrukaren Christen Jensen och fick en dotter, men skilde sig snart från honom. Hon var förlovad med en son till den inflytelserike prosten Ude Haahr i Holstebro 1788, men bröt förlovningen, vilket ansågs vara en skandal.
Efter sin första makes död blev hon verksam som urmakare med verkstad på gården hon ärvde efter sin make. 1783 överlät hon sin verkstad till sin son. 1783–1787 var hon verksam som urmakare med egen verkstad i Vejle, 1787–1798 i Ølgod och 1798–1818 i Holstebro. Under vistelsen i Holstebro tycks hon dock ha varit verksam mer som föreståndare för det kommunala fattighuset, som var inrymt på hennes gård, även om hon officiellt var skriven som urmakare. 1818 drog hon sig tillbaka till sin dotters hem. Hon dog i fattigdom.
Tvistman omtalas som den första kvinnliga urmakaren i Danmark. Hennes mest produktiva period var den i Ølgod, då hon ägde en av stadens största egendomar, där hon hade sin verkstad.